# Cazuela
Pour l'ustensile culinaire, voir Cazuela (récipient).
La cazuela est un mets typique de l'Argentine, du Chili et d’autres pays d’Amérique latine.
Le nom du plat vient du récipient, « casserole », dans lequel cuisent tous les ingrédients.

## Composition
Il est élaboré avec de la viande de bœuf ou du poulet découpé, et divers légumes : citrouille, maïs, pomme de terre. Parfois, on y ajoute du riz et d'autres légumes.

## Historique
Ce plat est issu du mélange de la cuisine traditionnelle espagnole et locale et semble plus ancien qu'on ne l'avait cru. L'histoire raconte qu'un cuisinier, pour le dîner, a offert en 1826 à l'amiral Manuel Blanco Encalada une cazuela de capón castillane.
Ses origines remontent à la olla podrida, recette espagnole introduite au Chili par les conquistadors et qui devint populaire au XVIIIe siècle. La olla podrida espagnole est un plat comportant une grande variété d'ingrédients et, avec les années, elle s'est transformée en cazuela.

## Dans la culture

### Littérature
La olla podrida est mentionnée par Miguel de Cervantes dans Don Quichotte et se cuisine en Extremadure, Espagne.